# سباق قوانغشي للسيدات 2019
سباق قوانغشي للسيدات 2019  هو سباق دراجات هوائية، وهو الموسم رقم 3 من السباق، وأقيم في 22 أكتوبر 2019، وامتدّ لمسافة 145.8 كيلومتر، وهو أحد سباقات طواف العالم للدراجات للنساء 2019، وقد شارك في السباق  87  متسابقاً ووصل إلى نهايته  79  متسابقاً.
فاز فيه بالمركز الأول  كلو هوسكينغ، وبالمركز الثاني  أليسون جاكسون، وبالمركز الثالث  ماريان فوس.

## الفرق
| فرق سيدات محترفة (15)- أيه آر مونكس برو سيكلينج للسيدات ‏ - يو أي أيه تيم ‏ - BTC City Ljubljana ‏ - كانيون إس آر إيه إم راسينغ 2019 ‏ - ليف ريسينغ ‏ - China Liv Pro Cycling ‏ - دولتشيني فان إيك سبورت 2019 ‏ - FDJ–Suez ‏ - هايتك بوردكتس-بيرك سبورت 2019 ‏ - لوتو سودال للسيدات 2019 ‏ - Minsk Cycling Club (women's team) ‏ - Liv AlUla Jayco ‏ - فريق سنويب للسيدات 2019 ‏ - EF Education–Tibco–SVB ‏ - فالكار سيلانس 2019 ‏ فرق وطنية (2)- فريق جمهورية الصين الشعبية لركوب الدراجات للسيدات 2019‏ - منتخب هونغ كونغ لركوب الدراجات للسيدات 2019‏ |  |
| |  |

## التصنيف العام النهائي
| \| التصنيف العام \| التصنيف العام \| التصنيف العام \| التصنيف العام \| التصنيف العام \| \| المتسابقة \| المتسابقة \| الفريق \| الوقت \| \| \| ------------- \| ------------------------------ \| ---------------------------------------------- \| ------------- \| ------------- \| \| 1 \| كلو هوسكينغ \| يو أي أيه تيم [الإنجليزية]‏ \| 3 س 58 د 46 ث \| \| \| 2 \| أليسون جاكسون \| EF Education–Tibco–SVB [الإنجليزية]‏ \| + 0 ث \| \| \| 3 \| ماريان فوس \| ليف ريسينغ [الإنجليزية]‏ \| + 0 ث \| \| \| 4 \| أرلينيس سيرا \| أيه آر مونكس برو سيكلينج للسيدات [الإنجليزية]‏ \| + 0 ث \| \| \| 5 \| كيارا كونسوني \| فالكار سيلانس [الإنجليزية]‏ \| + 0 ث \| \| \| 6 \| Tanja Erath [الإنجليزية]‏ \| كانيون–إس آر إيه إم [الإنجليزية]‏ \| + 0 ث \| \| \| 7 \| Hanna Tserakh [الإنجليزية]‏ \| Minsk Cycling Club (women's team) [الإنجليزية]‏ \| + 0 ث \| \| \| 8 \| Ilaria Sanguineti [الإنجليزية]‏ \| فالكار سيلانس [الإنجليزية]‏ \| + 0 ث \| \| \| 9 \| إميليا فهلين \| FDJ–Suez [الإنجليزية]‏ \| + 0 ث \| \| \| 10 \| لورين ستيفنز \| EF Education–Tibco–SVB [الإنجليزية]‏ \| + 0 ث \| \| |                    |                                    |               |  |
| |                    |                                    |               |  |
| |                    |                                    |               |  |
| التصنيف العام |                    |                                    |               |  |
| المتسابقة | المتسابقة          | الفريق                             | الوقت         |  |
| 1 | كلو هوسكينغ        | يو أي أيه تيم ‏                     | 3 س 58 د 46 ث |  |
| 2 | أليسون جاكسون      | EF Education–Tibco–SVB ‏            | + 0 ث         |  |
| 3 | ماريان فوس         | ليف ريسينغ ‏                        | + 0 ث         |  |
| 4 | أرلينيس سيرا       | أيه آر مونكس برو سيكلينج للسيدات ‏  | + 0 ث         |  |
| 5 | كيارا كونسوني      | فالكار سيلانس ‏                     | + 0 ث         |  |
| 6 | Tanja Erath ‏       | كانيون–إس آر إيه إم ‏               | + 0 ث         |  |
| 7 | Hanna Tserakh ‏     | Minsk Cycling Club (women's team) ‏ | + 0 ث         |  |
| 8 | Ilaria Sanguineti ‏ | فالكار سيلانس ‏                     | + 0 ث         |  |
| 9 | إميليا فهلين       | FDJ–Suez ‏                          | + 0 ث         |  |
| 10 | لورين ستيفنز       | EF Education–Tibco–SVB ‏            | + 0 ث         |  |

### تصنيف النقاط
| \| تصنيف النقاط \| تصنيف النقاط \| تصنيف النقاط \| تصنيف النقاط \| تصنيف النقاط \| \| المتسابقة \| المتسابقة \| الفريق \| النقاط \| \| \| ------------ \| ------------------- \| ------------------------------------- \| ------------ \| ------------ \| \| 1 \| ماريان فوس \| ليف ريسينغ [الإنجليزية]‏ \| 1592 نقطة \| \| \| 2 \| أنيميك فان فليوتن \| Liv AlUla Jayco [الإنجليزية]‏ \| 1467 نقطة \| \| \| 3 \| لورينا ويبيس \| باركهوتل فالكنبورغ [الإنجليزية]‏ \| 1302 نقطة \| \| \| 4 \| كاتارزينا نيفيادوما \| كانيون–إس آر إيه إم [الإنجليزية]‏ \| 1240 نقطة \| \| \| 5 \| أنا فان دير بريغين \| إس دي وركس [الإنجليزية]‏ \| 1095 نقطة \| \| \| 6 \| مارتا باستيانيلي \| Team Virtu Cycling Women [الإنجليزية]‏ \| 1077 نقطة \| \| \| 7 \| ايمي بيترز \| إس دي وركس [الإنجليزية]‏ \| 841 نقطة \| \| \| 8 \| لوسيندا براند \| فريق سنويب للسيدات [الإنجليزية]‏ \| 797 نقطة \| \| \| 9 \| كريستين ماجروس \| إس دي وركس [الإنجليزية]‏ \| 690 نقطة \| \| \| 10 \| أماندا سبرات \| Liv AlUla Jayco [الإنجليزية]‏ \| 680 نقطة \| \| |                     |                           |           |  |
| |                     |                           |           |  |
| |                     |                           |           |  |
| تصنيف النقاط |                     |                           |           |  |
| المتسابقة | المتسابقة           | الفريق                    | النقاط    |  |
| 1 | ماريان فوس          | ليف ريسينغ ‏               | 1592 نقطة |  |
| 2 | أنيميك فان فليوتن   | Liv AlUla Jayco ‏          | 1467 نقطة |  |
| 3 | لورينا ويبيس        | باركهوتل فالكنبورغ ‏       | 1302 نقطة |  |
| 4 | كاتارزينا نيفيادوما | كانيون–إس آر إيه إم ‏      | 1240 نقطة |  |
| 5 | أنا فان دير بريغين  | إس دي وركس ‏               | 1095 نقطة |  |
| 6 | مارتا باستيانيلي    | Team Virtu Cycling Women ‏ | 1077 نقطة |  |
| 7 | ايمي بيترز          | إس دي وركس ‏               | 841 نقطة  |  |
| 8 | لوسيندا براند       | فريق سنويب للسيدات ‏       | 797 نقطة  |  |
| 9 | كريستين ماجروس      | إس دي وركس ‏               | 690 نقطة  |  |
| 10 | أماندا سبرات        | Liv AlUla Jayco ‏          | 680 نقطة  |  |

### الفرق حسب النقاط
| \| ترتيب الفرق حسب النقاط \| ترتيب الفرق حسب النقاط \| ترتيب الفرق حسب النقاط \| ترتيب الفرق حسب النقاط \| \| الفريق \| الفريق \| النقاط \| \| \| ---------------------- \| -------------------------------------------- \| ---------------------- \| ---------------------- \| \| 1 \| إس دي وركس [الإنجليزية]‏ \| 4045 نقطة \| \| \| 2 \| فريق سنويب للسيدات 2019 [الإنجليزية]‏ \| 2999 نقطة \| \| \| 3 \| Lidl–Trek (women's team) [الإنجليزية]‏ \| 2547 نقطة \| \| \| 4 \| Liv AlUla Jayco [الإنجليزية]‏ \| 2517 نقطة \| \| \| 5 \| ليف ريسينغ [الإنجليزية]‏ \| 2451 نقطة \| \| \| 6 \| كانيون إس آر إيه إم راسينغ 2019 [الإنجليزية]‏ \| 2215 نقطة \| \| \| 7 \| باركهوتل فالكنبورغ 2019 [الإنجليزية]‏ \| 2058 نقطة \| \| \| 8 \| Team Virtu Cycling Women [الإنجليزية]‏ \| 1548 نقطة \| \| \| 9 \| Ceratizit Pro Cycling [الإنجليزية]‏ \| 1504 نقطة \| \| \| 10 \| يو أي أيه تيم [الإنجليزية]‏ \| 1315 نقطة \| \| |                                  |           |  |
| |                                  |           |  |
| |                                  |           |  |
| ترتيب الفرق حسب النقاط |                                  |           |  |
| الفريق | الفريق                           | النقاط    |  |
| 1 | إس دي وركس ‏                      | 4045 نقطة |  |
| 2 | فريق سنويب للسيدات 2019 ‏         | 2999 نقطة |  |
| 3 | Lidl–Trek (women's team) ‏        | 2547 نقطة |  |
| 4 | Liv AlUla Jayco ‏                 | 2517 نقطة |  |
| 5 | ليف ريسينغ ‏                      | 2451 نقطة |  |
| 6 | كانيون إس آر إيه إم راسينغ 2019 ‏ | 2215 نقطة |  |
| 7 | باركهوتل فالكنبورغ 2019 ‏         | 2058 نقطة |  |
| 8 | Team Virtu Cycling Women ‏        | 1548 نقطة |  |
| 9 | Ceratizit Pro Cycling ‏           | 1504 نقطة |  |
| 10 | يو أي أيه تيم ‏                   | 1315 نقطة |  |

### تصنيف أفضل شاب
| \| تصنيف أفضل شابة \| تصنيف أفضل شابة \| تصنيف أفضل شابة \| تصنيف أفضل شابة \| تصنيف أفضل شابة \| \| المتسابقة \| المتسابقة \| الفريق \| الوقت \| \| \| --------------- \| -------------------------- \| ---------------------------------------------- \| --------------- \| --------------- \| \| 1 \| لورينا ويبيس \| باركهوتل فالكنبورغ [الإنجليزية]‏ \| \| \| \| 2 \| مارتا كافالي \| فالكار سيلانس [الإنجليزية]‏ \| \| \| \| 3 \| صوفيا بيرتيزولو \| Team Virtu Cycling Women [الإنجليزية]‏ \| \| \| \| 4 \| Évita Muzic [الإنجليزية]‏ \| FDJ–Suez [الإنجليزية]‏ \| \| \| \| 5 \| إليسا بالسامو \| فالكار سيلانس [الإنجليزية]‏ \| \| \| \| 6 \| جولييت لابوس \| فريق سنويب للسيدات [الإنجليزية]‏ \| \| \| \| 7 \| Paula Patiño [الإنجليزية]‏ \| موفيستار للسيدات [الإنجليزية]‏ \| \| \| \| 8 \| ليتيزيا باتيرنوستر \| Lidl–Trek (women's team) [الإنجليزية]‏ \| \| \| \| 9 \| ليان ليبرت \| فريق سنويب للسيدات [الإنجليزية]‏ \| \| \| \| 10 \| Hanna Tserakh [الإنجليزية]‏ \| Minsk Cycling Club (women's team) [الإنجليزية]‏ \| \| \| |                    |                                    |       |  |
| |                    |                                    |       |  |
| |                    |                                    |       |  |
| تصنيف أفضل شابة |                    |                                    |       |  |
| المتسابقة | المتسابقة          | الفريق                             | الوقت |  |
| 1 | لورينا ويبيس       | باركهوتل فالكنبورغ ‏                |       |  |
| 2 | مارتا كافالي       | فالكار سيلانس ‏                     |       |  |
| 3 | صوفيا بيرتيزولو    | Team Virtu Cycling Women ‏          |       |  |
| 4 | Évita Muzic ‏       | FDJ–Suez ‏                          |       |  |
| 5 | إليسا بالسامو      | فالكار سيلانس ‏                     |       |  |
| 6 | جولييت لابوس       | فريق سنويب للسيدات ‏                |       |  |
| 7 | Paula Patiño ‏      | موفيستار للسيدات ‏                  |       |  |
| 8 | ليتيزيا باتيرنوستر | Lidl–Trek (women's team) ‏          |       |  |
| 9 | ليان ليبرت         | فريق سنويب للسيدات ‏                |       |  |
| 10 | Hanna Tserakh ‏     | Minsk Cycling Club (women's team) ‏ |       |  |

## المشاركون
| أيه آر مونكس برو سيكلينج للسيدات ‏ ASA | أيه آر مونكس برو سيكلينج للسيدات ‏ ASA | أيه آر مونكس برو سيكلينج للسيدات ‏ ASA |
| ------------------------------------- | ------------------------------------- | ------------------------------------- |
| م                                     | عداء                                  | مرتبة                                 |
| 1                                     | ليليانا مورينو (طريق)                 | 52                                    |
| 2                                     | Jeidi Pradera ‏                        | 76                                    |
| 5                                     | أرلينيس سيرا (طريق)                   | 4                                     |
| 6                                     | Yeima Torres ‏                         | 54                                    |

| يو أي أيه تيم ‏ ALE | يو أي أيه تيم ‏ ALE       | يو أي أيه تيم ‏ ALE |
| ------------------ | ------------------------ | ------------------ |
| م                  | عداء                     | مرتبة              |
| 11                 | كلو هوسكينغ              | 1                  |
| 12                 | ثريا بالادين             | 29                 |
| 14                 | Karlijn Swinkels ‏        | 40                 |
| 15                 | Marjolein van 't Geloof ‏ | 71                 |
| 16                 | Eri Yonamine ‏ (طريق)     | 50                 |

| BTC City Ljubljana ‏ BTC | BTC City Ljubljana ‏ BTC | BTC City Ljubljana ‏ BTC |
| ----------------------- | ----------------------- | ----------------------- |
| م                       | عداء                    | مرتبة                   |
| 21                      | يوجينة بوجاك (طريق)     | 16                      |
| 22                      | Anastasia Chursina      | 13                      |
| 23                      | Urša Pintar ‏            | 21                      |
| 24                      | Urška Bravec ‏           | 32                      |
| 25                      | Urška Žigart ‏           | 39                      |

| كانيون–إس آر إيه إم ‏ CSR | كانيون–إس آر إيه إم ‏ CSR | كانيون–إس آر إيه إم ‏ CSR |
| ------------------------ | ------------------------ | ------------------------ |
| م                        | عداء                     | مرتبة                    |
| 31                       | هانا بارنز               | 51                       |
| 32                       | Tanja Erath ‏             | 6                        |
| 33                       | Rotem Gafinovitz ‏        | 44                       |
| 34                       | إيلا هاريس               | 43                       |
| 35                       | هانا لودفيغ              | 28                       |
| 36                       | Christa Riffel ‏          | 53                       |

| ليف ريسينغ ‏ CCC | ليف ريسينغ ‏ CCC       | ليف ريسينغ ‏ CCC |
| --------------- | --------------------- | --------------- |
| م               | عداء                  | مرتبة           |
| 41              | Jeanne Korevaar ‏      | 58              |
| 42              | Marta Lach ‏           | 48              |
| 43              | Valerie Demey ‏        | 45              |
| 44              | آشلي مولمان (طريق)    | 22              |
| 45              | Pauliena Rooijakkers ‏ | 63              |
| 46              | ماريان فوس            | 3               |

| China Liv Pro Cycling ‏ GPC | China Liv Pro Cycling ‏ GPC | China Liv Pro Cycling ‏ GPC |
| -------------------------- | -------------------------- | -------------------------- |
| م                          | عداء                       | مرتبة                      |
| 51                         | Li Jiaqi (cyclist) ‏        | 49                         |
| 52                         | Liang Hongyu (cyclist) ‏    | 59                         |
| 53                         | Lu Siying ‏                 | 31                         |
| 54                         | Peixiao Wu ‏                | 36                         |
| 55                         | Pu Yixian ‏                 | 37                         |
| 56                         | Zhao Xisha ‏                | 60                         |

| دولتشيني فان إيك بروكسيموس ‏ DVE | دولتشيني فان إيك بروكسيموس ‏ DVE | دولتشيني فان إيك بروكسيموس ‏ DVE |
| ------------------------------- | ------------------------------- | ------------------------------- |
| م                               | عداء                            | مرتبة                           |
| 61                              | Mieke Docx ‏                     | 15                              |

| بدون فريق ___ | بدون فريق ___ | بدون فريق ___  |
| ------------- | ------------- | -------------- |
| م             | عداء          | مرتبة          |
| 62            | كيلي ماركوس   | لم يكمل السباق |

| دولتشيني فان إيك بروكسيموس ‏ DVE | دولتشيني فان إيك بروكسيموس ‏ DVE | دولتشيني فان إيك بروكسيموس ‏ DVE |
| ------------------------------- | ------------------------------- | ------------------------------- |
| م                               | عداء                            | مرتبة                           |
| 64                              | Bryony van Velzen ‏              | 77                              |
| 66                              | Jesse Vandenbulcke ‏ (طريق)      | 19                              |

| FDJ–Suez ‏ FDJ | FDJ–Suez ‏ FDJ      | FDJ–Suez ‏ FDJ |
| ------------- | ------------------ | ------------- |
| م             | عداء               | مرتبة         |
| 71            | Charlotte Bravard ‏ | 56            |
| 73            | إميليا فهلين       | 9             |
| 74            | Victorie Guilman ‏  | 57            |
| 75            | Évita Muzic ‏       | 55            |
| 76            | جادي فيل (طريق)    | 17            |

| تيم كوب هايتك بوردكتس ‏ HPU | تيم كوب هايتك بوردكتس ‏ HPU | تيم كوب هايتك بوردكتس ‏ HPU |
| -------------------------- | -------------------------- | -------------------------- |
| م                          | عداء                       | مرتبة                      |
| 81                         | Pernille Feldmann ‏         | OTL                        |
| 82                         | Thale Bjerk ‏               | OTL                        |
| 83                         | Ingrid Lorvik ‏ (طريق)      | 35                         |
| 84                         | Amalie Lutro ‏              | 72                         |
| 85                         | Chanella Stougje ‏          | OTL                        |
| 86                         | Marta Tagliaferro ‏         | 62                         |

| لوتو بيليسول للسيدات ‏ LSL | لوتو بيليسول للسيدات ‏ LSL | لوتو بيليسول للسيدات ‏ LSL |
| ------------------------- | ------------------------- | ------------------------- |
| م                         | عداء                      | مرتبة                     |
| 91                        | Danique Braam ‏            | 14                        |
| 92                        | Dannielle Khan ‏           | 74                        |
| 93                        | Dani Christmas ‏           | 30                        |
| 94                        | شانتال هوفمان             | 73                        |

| Minsk Cycling Club (women's team) ‏ MCC | Minsk Cycling Club (women's team) ‏ MCC | Minsk Cycling Club (women's team) ‏ MCC |
| -------------------------------------- | -------------------------------------- | -------------------------------------- |
| م                                      | عداء                                   | مرتبة                                  |
| 101                                    | Alina Abramenko‏                        | 27                                     |
| 102                                    | Darya Dziakola‏                         | 25                                     |
| 103                                    | Nastassia Kiptsikava ‏                  | 41                                     |
| 104                                    | Taisa Naskovich ‏                       | 70                                     |
| 105                                    | تاتسيانا شاراكوفا (طريق)               | 20                                     |
| 106                                    | Hanna Tserakh ‏                         | 7                                      |

| Liv AlUla Jayco ‏ MTS | Liv AlUla Jayco ‏ MTS | Liv AlUla Jayco ‏ MTS |
| -------------------- | -------------------- | -------------------- |
| م                    | عداء                 | مرتبة                |
| 111                  | جيسيكا ألين          | 78                   |
| 113                  | غراسي إلفن           | 12                   |
| 114                  | لوسي كينيدي          | 66                   |
| 115                  | Moniek Tenniglo ‏     | 67                   |
| 116                  | جورجيا وليامز        | 64                   |

| فريق سنويب للسيدات ‏ SUN | فريق سنويب للسيدات ‏ SUN | فريق سنويب للسيدات ‏ SUN |
| ----------------------- | ----------------------- | ----------------------- |
| م                       | عداء                    | مرتبة                   |
| 121                     | سوزان أندرسن            | 26                      |
| 124                     | بيرنيل ماثيسين          | 79                      |
| 125                     | Coryn Rivera            | 11                      |
| 126                     | Julia Soek ‏             | لم يكمل السباق          |

| EF Education–Tibco–SVB ‏ TIB | EF Education–Tibco–SVB ‏ TIB | EF Education–Tibco–SVB ‏ TIB |
| --------------------------- | --------------------------- | --------------------------- |
| م                           | عداء                        | مرتبة                       |
| 131                         | ليا ديكسون ‏                 | 34                          |
| 132                         | أليسون جاكسون               | 2                           |
| 133                         | نينا كيسلر                  | 46                          |
| 134                         | Emily Marcolini ‏            | 65                          |
| 136                         | لورين ستيفنز                | 10                          |

| فالكار سيلانس ‏ VAL | فالكار سيلانس ‏ VAL | فالكار سيلانس ‏ VAL |
| ------------------ | ------------------ | ------------------ |
| م                  | عداء               | مرتبة              |
| 141                | كيارا كونسوني      | 5                  |
| 142                | Dalia Muccioli ‏    | 75                 |
| 143                | Asja Paladin ‏      | 61                 |
| 144                | Silvia Pollicini ‏  | 38                 |
| 145                | Ilaria Sanguineti ‏ | 8                  |

| فريق جمهورية الصين الشعبية لركوب الدراجات للسيدات 2019‏ CHN | فريق جمهورية الصين الشعبية لركوب الدراجات للسيدات 2019‏ CHN | فريق جمهورية الصين الشعبية لركوب الدراجات للسيدات 2019‏ CHN |
| ---------------------------------------------------------- | ---------------------------------------------------------- | ---------------------------------------------------------- |
| م                                                          | عداء                                                       | مرتبة                                                      |
| 151                                                        | Chang Yue‏                                                  | 68                                                         |
| 152                                                        | Feng Lin‏                                                   | 24                                                         |
| 153                                                        | Li Jiujin‏                                                  | 18                                                         |
| 154                                                        | Sun Jiajun (cyclist) ‏                                      | 69                                                         |
| 155                                                        | Yang Jiahuan‏                                               | 42                                                         |
| 156                                                        | Xie Zhou‏                                                   | 33                                                         |

| منتخب هونغ كونغ لركوب الدراجات للسيدات 2019‏ HKG | منتخب هونغ كونغ لركوب الدراجات للسيدات 2019‏ HKG | منتخب هونغ كونغ لركوب الدراجات للسيدات 2019‏ HKG |
| ----------------------------------------------- | ----------------------------------------------- | ----------------------------------------------- |
| م                                               | عداء                                            | مرتبة                                           |
| 161                                             | Leung Bo Yee ‏                                   | 47                                              |
| 162                                             | Leung Hoi Wah‏                                   | OTL                                             |
| 163                                             | Leung Wing Yee‏                                  | 23                                              |
| 164                                             | Sze Wing Ng‏                                     | لم يكمل السباق                                  |
| 165                                             | Diao Xiaojuan ‏                                  | لم يكمل السباق                                  |

| أيه آر مونكس برو سيكلينج للسيدات ‏ ASA | أيه آر مونكس برو سيكلينج للسيدات ‏ ASA | أيه آر مونكس برو سيكلينج للسيدات ‏ ASA |
| ------------------------------------- | ------------------------------------- | ------------------------------------- |
| م                                     | عداء                                  | مرتبة                                 |
| 1                                     | ليليانا مورينو (طريق)                 | 52                                    |
| 2                                     | Jeidi Pradera ‏                        | 76                                    |
| 5                                     | أرلينيس سيرا (طريق)                   | 4                                     |
| 6                                     | Yeima Torres ‏                         | 54                                    |

| يو أي أيه تيم ‏ ALE | يو أي أيه تيم ‏ ALE       | يو أي أيه تيم ‏ ALE |
| ------------------ | ------------------------ | ------------------ |
| م                  | عداء                     | مرتبة              |
| 11                 | كلو هوسكينغ              | 1                  |
| 12                 | ثريا بالادين             | 29                 |
| 14                 | Karlijn Swinkels ‏        | 40                 |
| 15                 | Marjolein van 't Geloof ‏ | 71                 |
| 16                 | Eri Yonamine ‏ (طريق)     | 50                 |

| BTC City Ljubljana ‏ BTC | BTC City Ljubljana ‏ BTC | BTC City Ljubljana ‏ BTC |
| ----------------------- | ----------------------- | ----------------------- |
| م                       | عداء                    | مرتبة                   |
| 21                      | يوجينة بوجاك (طريق)     | 16                      |
| 22                      | Anastasia Chursina      | 13                      |
| 23                      | Urša Pintar ‏            | 21                      |
| 24                      | Urška Bravec ‏           | 32                      |
| 25                      | Urška Žigart ‏           | 39                      |

| كانيون–إس آر إيه إم ‏ CSR | كانيون–إس آر إيه إم ‏ CSR | كانيون–إس آر إيه إم ‏ CSR |
| ------------------------ | ------------------------ | ------------------------ |
| م                        | عداء                     | مرتبة                    |
| 31                       | هانا بارنز               | 51                       |
| 32                       | Tanja Erath ‏             | 6                        |
| 33                       | Rotem Gafinovitz ‏        | 44                       |
| 34                       | إيلا هاريس               | 43                       |
| 35                       | هانا لودفيغ              | 28                       |
| 36                       | Christa Riffel ‏          | 53                       |

| ليف ريسينغ ‏ CCC | ليف ريسينغ ‏ CCC       | ليف ريسينغ ‏ CCC |
| --------------- | --------------------- | --------------- |
| م               | عداء                  | مرتبة           |
| 41              | Jeanne Korevaar ‏      | 58              |
| 42              | Marta Lach ‏           | 48              |
| 43              | Valerie Demey ‏        | 45              |
| 44              | آشلي مولمان (طريق)    | 22              |
| 45              | Pauliena Rooijakkers ‏ | 63              |
| 46              | ماريان فوس            | 3               |

| China Liv Pro Cycling ‏ GPC | China Liv Pro Cycling ‏ GPC | China Liv Pro Cycling ‏ GPC |
| -------------------------- | -------------------------- | -------------------------- |
| م                          | عداء                       | مرتبة                      |
| 51                         | Li Jiaqi (cyclist) ‏        | 49                         |
| 52                         | Liang Hongyu (cyclist) ‏    | 59                         |
| 53                         | Lu Siying ‏                 | 31                         |
| 54                         | Peixiao Wu ‏                | 36                         |
| 55                         | Pu Yixian ‏                 | 37                         |
| 56                         | Zhao Xisha ‏                | 60                         |

| دولتشيني فان إيك بروكسيموس ‏ DVE | دولتشيني فان إيك بروكسيموس ‏ DVE | دولتشيني فان إيك بروكسيموس ‏ DVE |
| ------------------------------- | ------------------------------- | ------------------------------- |
| م                               | عداء                            | مرتبة                           |
| 61                              | Mieke Docx ‏                     | 15                              |

| بدون فريق ___ | بدون فريق ___ | بدون فريق ___  |
| ------------- | ------------- | -------------- |
| م             | عداء          | مرتبة          |
| 62            | كيلي ماركوس   | لم يكمل السباق |

| دولتشيني فان إيك بروكسيموس ‏ DVE | دولتشيني فان إيك بروكسيموس ‏ DVE | دولتشيني فان إيك بروكسيموس ‏ DVE |
| ------------------------------- | ------------------------------- | ------------------------------- |
| م                               | عداء                            | مرتبة                           |
| 64                              | Bryony van Velzen ‏              | 77                              |
| 66                              | Jesse Vandenbulcke ‏ (طريق)      | 19                              |

| FDJ–Suez ‏ FDJ | FDJ–Suez ‏ FDJ      | FDJ–Suez ‏ FDJ |
| ------------- | ------------------ | ------------- |
| م             | عداء               | مرتبة         |
| 71            | Charlotte Bravard ‏ | 56            |
| 73            | إميليا فهلين       | 9             |
| 74            | Victorie Guilman ‏  | 57            |
| 75            | Évita Muzic ‏       | 55            |
| 76            | جادي فيل (طريق)    | 17            |

| تيم كوب هايتك بوردكتس ‏ HPU | تيم كوب هايتك بوردكتس ‏ HPU | تيم كوب هايتك بوردكتس ‏ HPU |
| -------------------------- | -------------------------- | -------------------------- |
| م                          | عداء                       | مرتبة                      |
| 81                         | Pernille Feldmann ‏         | OTL                        |
| 82                         | Thale Bjerk ‏               | OTL                        |
| 83                         | Ingrid Lorvik ‏ (طريق)      | 35                         |
| 84                         | Amalie Lutro ‏              | 72                         |
| 85                         | Chanella Stougje ‏          | OTL                        |
| 86                         | Marta Tagliaferro ‏         | 62                         |

| لوتو بيليسول للسيدات ‏ LSL | لوتو بيليسول للسيدات ‏ LSL | لوتو بيليسول للسيدات ‏ LSL |
| ------------------------- | ------------------------- | ------------------------- |
| م                         | عداء                      | مرتبة                     |
| 91                        | Danique Braam ‏            | 14                        |
| 92                        | Dannielle Khan ‏           | 74                        |
| 93                        | Dani Christmas ‏           | 30                        |
| 94                        | شانتال هوفمان             | 73                        |

| Minsk Cycling Club (women's team) ‏ MCC | Minsk Cycling Club (women's team) ‏ MCC | Minsk Cycling Club (women's team) ‏ MCC |
| -------------------------------------- | -------------------------------------- | -------------------------------------- |
| م                                      | عداء                                   | مرتبة                                  |
| 101                                    | Alina Abramenko‏                        | 27                                     |
| 102                                    | Darya Dziakola‏                         | 25                                     |
| 103                                    | Nastassia Kiptsikava ‏                  | 41                                     |
| 104                                    | Taisa Naskovich ‏                       | 70                                     |
| 105                                    | تاتسيانا شاراكوفا (طريق)               | 20                                     |
| 106                                    | Hanna Tserakh ‏                         | 7                                      |

| Liv AlUla Jayco ‏ MTS | Liv AlUla Jayco ‏ MTS | Liv AlUla Jayco ‏ MTS |
| -------------------- | -------------------- | -------------------- |
| م                    | عداء                 | مرتبة                |
| 111                  | جيسيكا ألين          | 78                   |
| 113                  | غراسي إلفن           | 12                   |
| 114                  | لوسي كينيدي          | 66                   |
| 115                  | Moniek Tenniglo ‏     | 67                   |
| 116                  | جورجيا وليامز        | 64                   |

| فريق سنويب للسيدات ‏ SUN | فريق سنويب للسيدات ‏ SUN | فريق سنويب للسيدات ‏ SUN |
| ----------------------- | ----------------------- | ----------------------- |
| م                       | عداء                    | مرتبة                   |
| 121                     | سوزان أندرسن            | 26                      |
| 124                     | بيرنيل ماثيسين          | 79                      |
| 125                     | Coryn Rivera            | 11                      |
| 126                     | Julia Soek ‏             | لم يكمل السباق          |

| EF Education–Tibco–SVB ‏ TIB | EF Education–Tibco–SVB ‏ TIB | EF Education–Tibco–SVB ‏ TIB |
| --------------------------- | --------------------------- | --------------------------- |
| م                           | عداء                        | مرتبة                       |
| 131                         | ليا ديكسون ‏                 | 34                          |
| 132                         | أليسون جاكسون               | 2                           |
| 133                         | نينا كيسلر                  | 46                          |
| 134                         | Emily Marcolini ‏            | 65                          |
| 136                         | لورين ستيفنز                | 10                          |

| فالكار سيلانس ‏ VAL | فالكار سيلانس ‏ VAL | فالكار سيلانس ‏ VAL |
| ------------------ | ------------------ | ------------------ |
| م                  | عداء               | مرتبة              |
| 141                | كيارا كونسوني      | 5                  |
| 142                | Dalia Muccioli ‏    | 75                 |
| 143                | Asja Paladin ‏      | 61                 |
| 144                | Silvia Pollicini ‏  | 38                 |
| 145                | Ilaria Sanguineti ‏ | 8                  |

| فريق جمهورية الصين الشعبية لركوب الدراجات للسيدات 2019‏ CHN | فريق جمهورية الصين الشعبية لركوب الدراجات للسيدات 2019‏ CHN | فريق جمهورية الصين الشعبية لركوب الدراجات للسيدات 2019‏ CHN |
| ---------------------------------------------------------- | ---------------------------------------------------------- | ---------------------------------------------------------- |
| م                                                          | عداء                                                       | مرتبة                                                      |
| 151                                                        | Chang Yue‏                                                  | 68                                                         |
| 152                                                        | Feng Lin‏                                                   | 24                                                         |
| 153                                                        | Li Jiujin‏                                                  | 18                                                         |
| 154                                                        | Sun Jiajun (cyclist) ‏                                      | 69                                                         |
| 155                                                        | Yang Jiahuan‏                                               | 42                                                         |
| 156                                                        | Xie Zhou‏                                                   | 33                                                         |

| منتخب هونغ كونغ لركوب الدراجات للسيدات 2019‏ HKG | منتخب هونغ كونغ لركوب الدراجات للسيدات 2019‏ HKG | منتخب هونغ كونغ لركوب الدراجات للسيدات 2019‏ HKG |
| ----------------------------------------------- | ----------------------------------------------- | ----------------------------------------------- |
| م                                               | عداء                                            | مرتبة                                           |
| 161                                             | Leung Bo Yee ‏                                   | 47                                              |
| 162                                             | Leung Hoi Wah‏                                   | OTL                                             |
| 163                                             | Leung Wing Yee‏                                  | 23                                              |
| 164                                             | Sze Wing Ng‏                                     | لم يكمل السباق                                  |
| 165                                             | Diao Xiaojuan ‏                                  | لم يكمل السباق                                  |

## وصلات خارجية
- الموقع الرسمي